# Atlas (Mythologie)

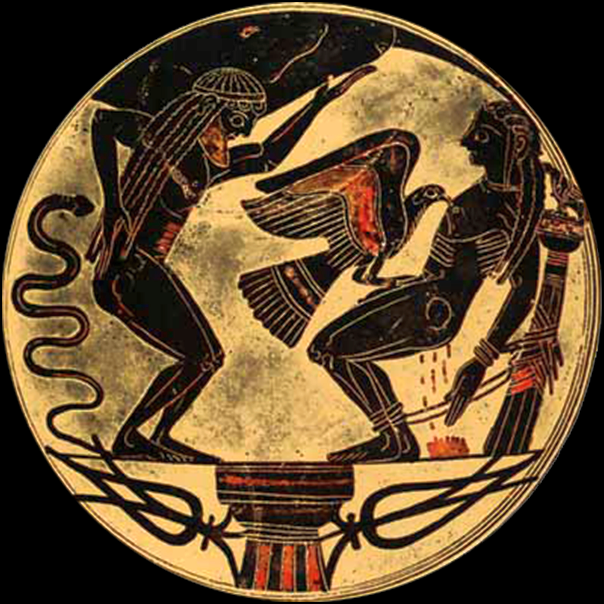
Atlas mit dem Himmelgewölbe und der gefesselte Prometheus, sein Bruder (Trinkschale aus Cerveteri, um 555 v. Chr.; Vatikanische Museen, Rom)

Atlas (altgriechisch Ἄτλας Átlas, vom Wortstamm τλα wie in τλῆναι tlḗnai, deutsch ‚tragen, erdulden‘) ist in der griechischen Mythologie ein Titan, der das Himmelsgewölbe am westlichsten Punkt der damals bekannten Welt stützte. Er ist somit auch die Personifikation des Atlasgebirges.

## Mythos

### Abstammung
Atlas war der Sohn des Titanen Iapetos und der Okeanide (Meeresnymphe) Asia, auch Klymene genannt. Hyginus Mythographus, der das Urweltliche der Gestalt herausstreichen wollte, machte Atlas zum Sohn von Aether und Gaia. Er hatte drei Brüder, nämlich Menoitios, Prometheus und Epimetheus.

### Nachkommen
Je nach Quellen hatte Atlas mehrere Gattinnen und zeugte mit ihnen zahlreiche Kinder, meist Töchter:
- mit Hesperis:
  - die Hesperiden[5]
- mit Pleione (auch Aithra[6] genannt):
  - Hyas und dessen Schwestern, die Hyaden[7]
  - die Plejaden[8] (über die Plejade Maia ist er Großvater des Hermes)
- mit nicht näher bekannten Göttinnen:
  - Kalypso[9]
  - Dione[10]
  - Maira (auch Maera[11] genannt)

### Bestrafung
Atlas und sein Bruder Menoitios sahen sich nach dem Titanenkampf gegen die Olympier auf der Seite der Verlierer und wurden für ihre Loyalität zu Kronos von Zeus bestraft. Anders als die meisten anderen Titanen wurde Atlas aber nicht in den Tartaros verbannt, sondern erhielt die beschwerliche Aufgabe, an Gaias (Personifizierung der Erde) westlichem Rand zu stehen und dort den Uranos (Personifizierung des Himmels) zu stemmen, um so zu verhindern, dass jene beide ihre urweltliche Umklammerung wieder aufnähmen. So wurde Atlas zum Atlas Telamon (= verankerter Atlas) und erhielt mit Koios, der die Weltachse, um die sich der Himmel dreht, personifiziert, ein Gegenstück.
In einer spät entstandenen Sage ist Zeus’ Vergeltung an Atlas indirekter Natur: Nachdem Perseus im Land der Hyperboreer die Gorgo Medusa, deren schrecklicher Anblick jeden augenblicklich zu Stein erstarren ließ, enthauptet hatte, gelangte er auf seiner Weiterreise zum Palast des Atlas. Der Titan – bei Ovid ein reicher König und Besitzer großer Herden – aber verweigerte ihm die gastliche Aufnahme, weil das Orakel einst geweissagt hatte, ein Sohn des Zeus würde erscheinen und die Äpfel seiner Töchter rauben (→ Hesperiden). Der erboste Perseus hielt ihm daraufhin das erbeutete Haupt der Medusa entgegen, worauf der Titan zu einem gigantischen Felsen, dem Atlasgebirge, versteinerte.

### Treffen mit Herakles
In seiner elften Arbeit für Eurystheus sollte Herakles die goldenen Äpfel der Hesperiden beschaffen. Diese gediehen an einem Baum, der ein Hochzeitsgeschenk der Erdgöttin Gaia an Hera war. Letztere vertraute den Apfelbaum den Hesperiden, den Töchtern des Atlas, an. Er wuchs an einem Hang des Atlasgebirges und wurde vom hundertköpfigen Drachen Ladon bewacht.
Als Herakles auf Atlas traf und sein Anliegen erklärte, bot sich Atlas an, die Äpfel für Herakles zu pflücken, damit ihm der Kampf gegen den argwöhnischen Drachen erspart bliebe. Währenddessen sollte Herakles Atlas beim Tragen des Firmaments ablösen. Der Held bedankte sich und lud die Himmelssphäre auf seine Schultern, während der Titan die goldenen Äpfel besorgte. Berauscht von seiner neuen Freiheit wollte Atlas diese nun selbst dem Eurystheus bringen. Auch damit war Herakles zum Schein einverstanden, bat aber Atlas, die Last nochmals für kurze Zeit zu übernehmen, damit er sich ein Polster besorgen könne. Atlas erfüllte ihm diesen Dienst; Herakles dagegen machte sich mit der Beute auf und davon.

## Antike und humanistische Deutungen
Die antiken Deutungen der Gestalt des Titanen Atlas verfolgten unterschiedliche Ansätze. Neben philosophischen Interpretationen, die Atlas als Weltachse oder als Horizont auffassten, traten rationalistische und euhemeristische Deutungen. So findet sich bereits bei Herodot die Auffassung des Atlas als Gebirge im Nordwesten Afrikas. Bei Ovid wurde der Titan dort zu einem König und als König begegnet er bereits in Platons Atlantis-Mythos, der ihn zum Namensgeber der Insel Atlantis und des Atlantiks macht. Als solchen kennen ihn auch Eratosthenes und weitere.
Da Atlas den Sternenhimmel trägt, wurde er zudem zu einem Astronomen, zu einem Mathematiker, zum Entdecker der Himmelskugel schlechthin und zum Philosophen erklärt. Schließlich war er noch Musiker und wurde als Vorfahre in die Genealogien Homers und Hesiods aufgenommen.
Die Auffassung des Atlas als Astronom war schließlich Grundlage für Gerhard Mercators Werk Atlas sive cosmographicae meditationes de fabrica mundi et fabricati figura, in dem Mercator eine sehr eigene Abstammungslinie des Atlas konstruierte. Über Mercators Werk wurde Atlas Namensgeber der modernen, Atlas genannten kartographischen Werke.

## Bildliche Darstellung
Ursprünglich wurde Atlas in der Bildenden Kunst meist als Träger dargestellt und als Atlant übernahm er in der Architektur sowohl eine stützende wie auch dekorative Funktion. Bei späteren Abbildungen trägt er dann die Himmelskugel oder nicht selten den Globus.

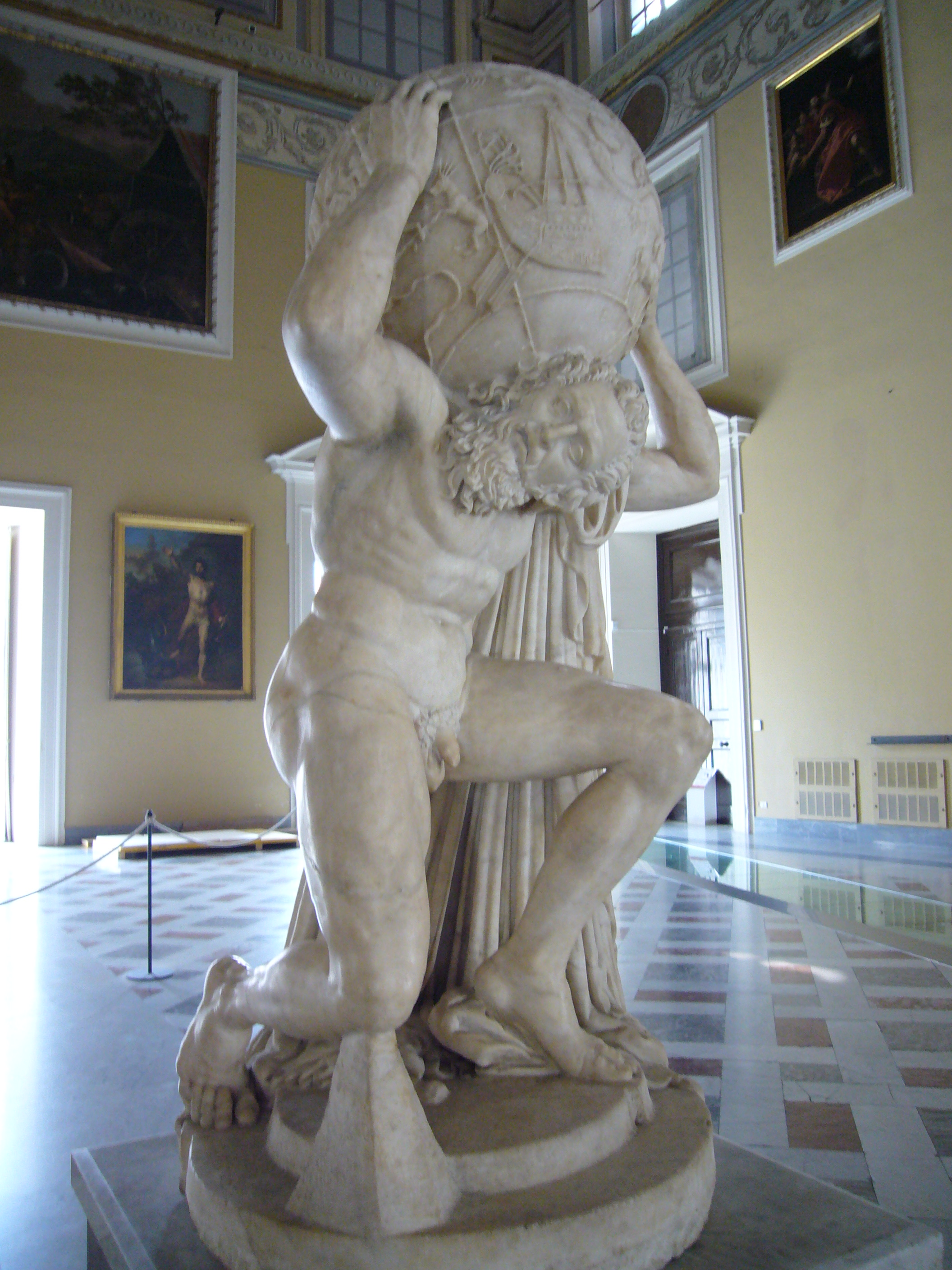
Farnese Atlas (Römische Kopie einer hellenistischen Skulptur, 2. Jahrhundert, Museo Archeologico Nazionale, Neapel)
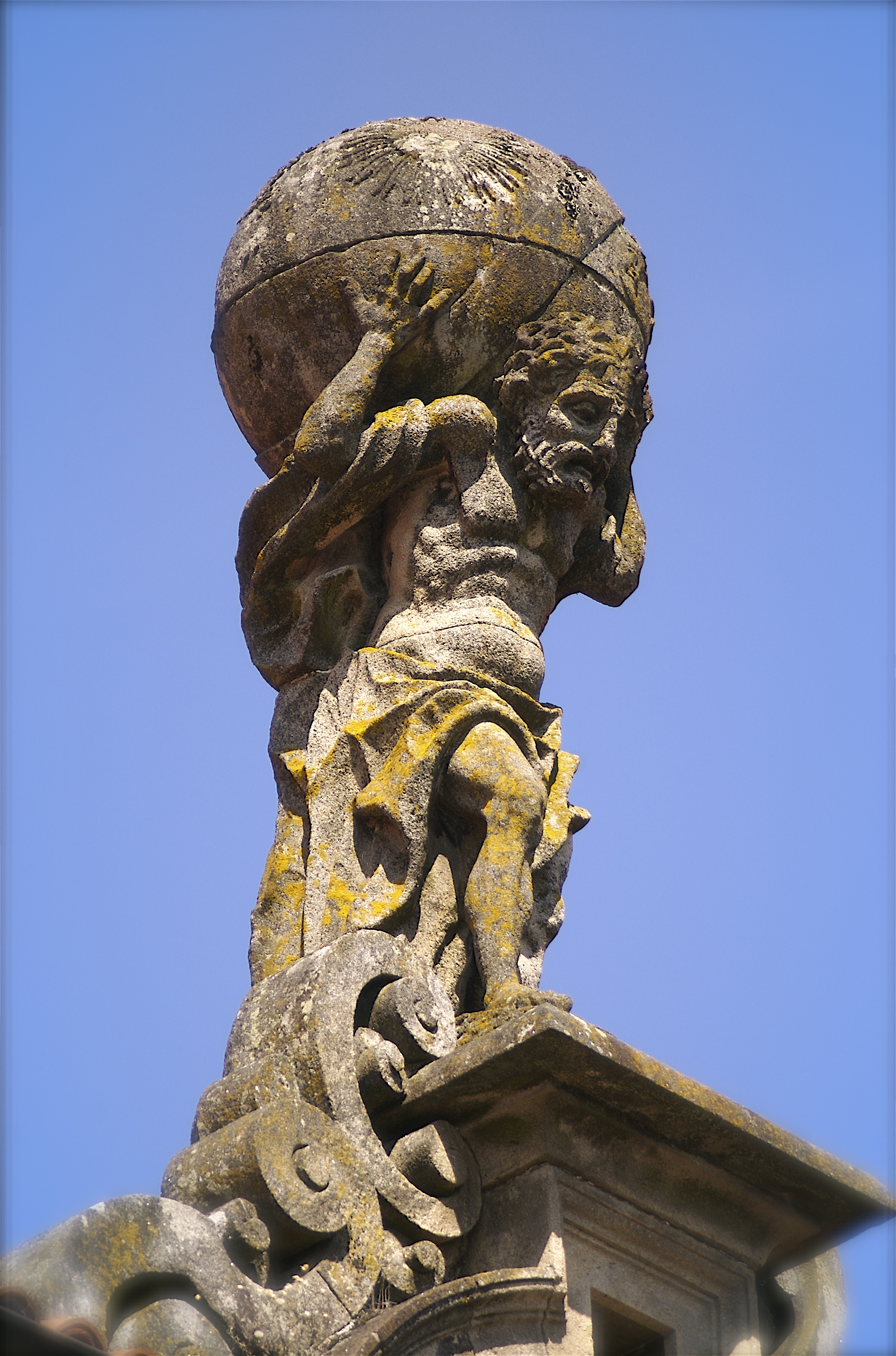
Atlas trägt das Himmelsgewölbe auf seinen Schultern. (Statue auf der Plaza del Toral in Santiago de Compostela, 18. Jahrhundert)
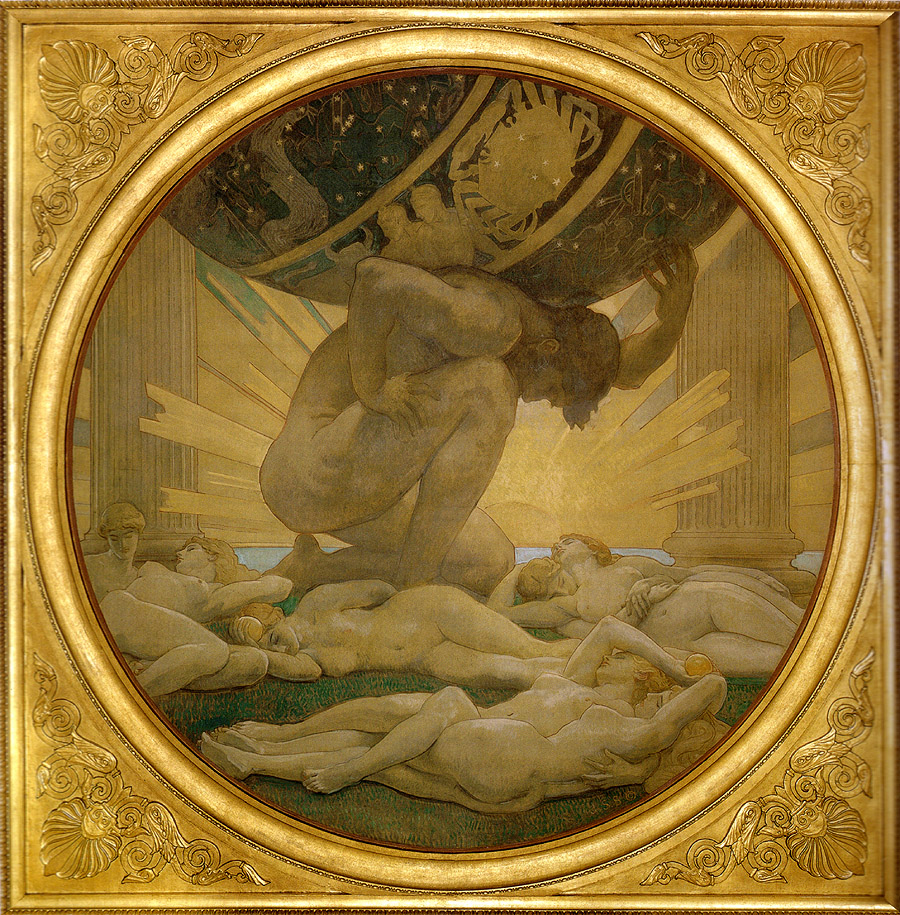
Atlas und die Hesperiden. (Gemälde von John Singer Sargent, 1925, Museum of Fine Arts, Boston)
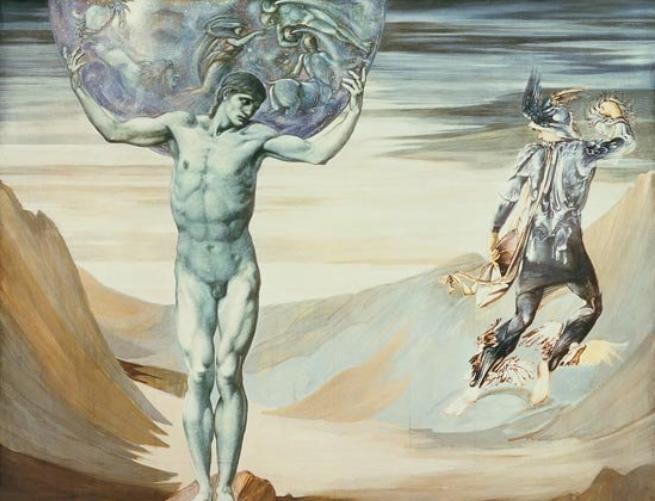
Atlas wird zu Stein. Rechts entflieht Perseus auf seinen Flügelschuhen. (Gemälde von Edward Coley Burne-Jones, 1882, Southampton City Art Gallery)